# Sparta Poznań
Sparta Poznań – klub sportowy z siedzibą w Poznaniu założony w 1913 roku. KS Sparta rekrutowała się z młodzieży rzemieślniczej, zamieszkującej w dzielnicy Jeżyce. Założycielami klubu byli m.in. Nikodem Strzyżyński, Antoni Wieczorek, Stefan Kmicic i Kazimierz Śmierzalski. Klub został rozwiązany.

## Historia
Klub został założony w 1913 roku, rok później Sparta przystąpiła do założonego 20 stycznia 1913 roku, Związku Polskich Towarzystw Sportowych (w zaborze pruskim). Wraz z Wartą Poznań (piłka nożna), Posnanią Poznań, Pogonią Poznań i Ostrovią Ostrów Wielkopolski, wzięła udział w mistrzostwach Wielkopolski, rywalizując w klasie drugiej. Rozgrywki zostały niedokończone z powodu wybuchu I wojny światowej. Piłkarze Sparty grali początkowo na łąkach przy ul. Urbanowskiej, a potem na placu wojskowym 6 pułku strzelców, przy obecnej ul. Grunwaldzkiej. 
W 1916 roku z powodu działań wojennych klub zamiesił swoją działalność, a wznowił ją w roku 1920 z inicjatywy swego prezesa Nikodema Strzyżyńskiego. Rok później prezesem został Sylwester Perkowski i pełnił swoje stanowisko 12 lat, mając wielkie zasługi w rozwoju klubu. W roku 1925 Sparta własnym sumptem zbudowała boisko na dzierżawionym terenie przy ul. Grunwaldzkiej. W roku 1927 klub awansował do mistrzostw klasy A Poznańskiego Związku Okręgowego Piłki Nożnej i rywalizował w niej do 1935 roku, z roczną przerwą w 1933. W połowie lat trzydziestych prezesem klubu został sędzia piłkarski Adam Nawrocki. Kryzys finansowy sprawił, że klub musiał zrezygnować z boiska, co zapoczątkowało powolny jego upadek. 
Sparta posiadała sekcje: piłkarską, gier sportowych, pływacką i lekkoatletyczną. Sporym zainteresowaniem cieszyły się też organizowane przez klub doroczne "biegi na przełaj", które odbywały się z okazji inauguracji sezonu.